# Estadio Omar Torrijos Herrera
Estadio Omar Torrijos Herrera es un estadio de béisbol ubicado en la ciudad de Santiago de Veraguas.

## Historia
La historia del estadio se remonta desde los años 1950, cuando en un lote baldío o potrero que era utilizado como un cuadro improvisado  para jugar béisbol por ciudadanos santiagueños y estaba localizado a lado del Gimnasio Municipal de Veraguas (hoy esa estructura esta desaparecida), cerca de la Avenida Central de la ciudad de Santiago de Veraguas y  la Cooperativa de los Educadores en Santiago.
En 1959 el santiagueño Angueto Riera promueve la idea de construir un estadio, pero no se contaba con los recursos económicos para empezar esta obra, lo que muchas grandes y pudientes familias de la Provincia de Veraguas se unieron al proyecto y muchas otras familias no tan ricas prestaron su mano de obra que se unieron para cargar arena, cascajo y piedra del Río Santamaria. Ese mismo año, con la construcción de parte de la estructura del estadio que lleva el nombre de Estadio Municipal, los veragüenses pudieron llevar por primera vez a su equipo representativo a jugar con la provincia de Los Santos, este juego se realizó el día 2 de abril de 1950.
Los deportistas veragüenses siguieron practicando el béisbol, luchando por años sin conseguir su objetivo de ser campeón, y no fue hasta el año 1984 cuando lograron su único y  primer título de la historia de Liga de Béisbol de Panamá en la categoría mayor hasta ahora. 

### Remodelación
Tras 48 años en pie, el Estadio Omar Torrijos era muy chico para la fanaticada beisbolera veragüense y se decidió demolerlo y remodelarlo y finalmente se decide en el 2007 con la construcción de un nuevo estadio que fue inaugurado en enero de 2009 en el partido  inaugural del Campeonato de Béisbol Mayor en juego entre Veraguas y Los Santos. El Estadio Omar Torrijos fue inaugurado por el Presidente de Panamá Martín Torrijos Espino, hijo del general Omar Torrijos Herrera
La nueva casa de los Indios de Veraguas tuvo costo a 5 millones, 153 mil 904 dólares.

### Nombre
El Estadio anteriormente llevaba el nombre de Municipal pero se cambió el nombre a Estadio Omar Torrijos Herrera porque el líder fallecido de la Dictadura Panameña  le dio al deporte de la provincia mucho apoyo, antes de su muerte el 31 de julio de 1981 y que consideraban que con su apoyo obtuvo el único campeonato mayor en sus vitrinas. Después de la Invasión estadounidense a Panamá el gobierno del Presidente Guillermo Endara volvió a ponerle municipal pero en cuando Ernesto Pérez Balladares ocupó la Presidencia en 1994 volvió al nombre de Omar Torrijos Herrera

## Facilidades
Este estadio cuenta con 200 estacionamientos, grama bermuda, cuadro interior de arcilla, 2 niveles de graderías, palcos prensa y VIP, pantalla gigante tipo LED, tablero electrónico, cuarto de árbitros, salón de conferencias, áreas de locales comerciales para expendio de alimentos y bebidas. Tiene una capacidad de 7, 500 mil personas y tiene palcos para televisión y radios.